# ロベルト・フェルナンデス・ボニーロ
ロベルト・フェルナンデス・ボニーロ（Roberto Fernández Bonillo、1962年7月5日 - ）はスペイン・カステリョン県ベチ出身のサッカー選手、サッカー指導者。現役時代のポジションはフォワード。登録名はロベルト。

## 経歴
1985-86シーズン、バレンシアCFでセグンダ・ディビシオン降格を経験した。1986年にFCバルセロナに移籍し、コパ・デル・レイで2回、UEFAカップウィナーズカップで1回の優勝を果たした。バルセロナでは4シーズンで144試合に出場して35得点した。1990年にバレンシアCFに復帰し、1995年にセグンダ・ディビシオンのビジャレアルCFに移籍した。1997-98シーズンにはクラブ初のプリメーラ・ディビシオン昇格を達成したが、1シーズンで降格した。4シーズンで132試合に出場した。1999年、37歳でセグンダ・ディビシオンのコルドバCFに移籍し、2シーズンを過ごしてから現役引退した。

## 所属クラブ
- 1977-1979  ビジャレアルCF
- 1979-1981  CDカステリョン
- 1981-1986  バレンシアCF
- 1986-1990  FCバルセロナ
- 1990-1995  バレンシアCF
- 1995-1999  ビジャレアルCF
- 1999-2001  コルドバCF

## 代表歴
- UEFA欧州選手権1984…準優勝
- 1990 FIFAワールドカップ…決勝トーナメント1回戦敗退

## タイトル
- コパ・デル・レイ 1988,1990
- UEFAカップウィナーズカップ 1988-89

## 監督歴
- 2004  バレンシアCF B
- 2004  コルドバCF
- 2006-2007  オリウエラCF
- 2008-2009  UDアルシラ